# Pallacanestro Cagliari 1978-1979
Nella stagione 1978-1979, la Pallacanestro Cagliari, dopo aver perso il nome Brill ha disputato il secondo livello del Basket italiano concludendo torneo all' tredicesimo posto , mantenendo la permanenza nella categoria.

## Roster

Umberto Sclich

|  | Naz.                   | Ruolo | Sportivo         | Anno | Alt. | Peso |  |
|  | ---------------------- | ----- | ---------------- | ---- | ---- | ---- |  |
|  | Italia (bandiera)      | A     | Marcello Exana   |      |      |      |  |
|  | Italia (bandiera)      |       | Alberto Firpo    |      | 193  |      |  |
|  | Italia (bandiera)      |       | Geremia Giroldi  |      |      |      |  |
|  | Stati Uniti (bandiera) |       | Eugene Doyle     |      |      |      |  |
|  | Italia (bandiera)      | A     | Paolo Persod     |      | 193  |      |  |
|  | Italia (bandiera)      | G     | Umberto Schlich  |      | 185  |      |  |
|  | Stati Uniti (bandiera) | C     | John Sutter      |      | 210  |      |  |
|  | Italia (bandiera)      | A     | Vincenzo Romano  |      | 193  |      |  |
|  | Italia (bandiera)      | A     | Salvatore Serra  |      | 197  |      |  |
|  | Italia (bandiera)      | G     | Mario Vascellari |      | 193  |      |  |